# 王少阶
王少阶（1942年—），汉族，中华人民共和国政治人物，第十届全国政协委员、第十一届全国政协委员，中国民主建国会会员。曾担任十一届全国政协常务委员、人口资源环境委员会副主任、民建中央副主席。2008年，当选第十一届全国政协常务委员，代表中国民主建国会，分入第七组。并担任人口资源环境委员会副主任。
2002年12月，中国民主建国会第八次全国代表大会在北京召开，他出任副主席。2007年12月，中国民主建国会第九次全体代表大会在北京举行。12月20日，大会选举产生新一届中央委员会，他当选为副主席。